# Patrick Froehlich
Patrick Froehlich es un médico y escritor francés nacido en 1961 en Dijon.

## Biografía
Patrick Froehlich ha ejercido la profesión de cirujano. Ha vivido en Lyon, Bruselas y desde 2017 en Montreal. Es el autor de siete novelas. Previamente  publicó numerosos artículos científicos y obras en el tema de la cirugía de las vías respiratorias de los niños. Ha contribuido al desarrollo de la cirugía mini-invasiva guiada por la imagen.
Ha ejercido la medicina en el CHU de Lyon como profesor de Universidad - adjunto hospitalario hasta 2017 y, de 2009 a 2014, en el CHU Sainte-Justine como profesor de la Universidad de Montreal.
Froehlich  ha escrito una trilogía publicada en ediciones Les Allusifs. Las ficciones están desarrolladas a partir de situaciones encontradas en la realidad : el dolor generado al niño, la guerra contra la enfermedad, las consecuencias sobre la vida del cirujano de las situaciones encontradas en los confines de la vida.
La novela "Avant tout ne pas nuire" (Ante todo, no dañar), obra a caballo entre la ficción y el documental, es según Le Monde un ejercicio de introspección al cual se libra Patrick Froehlich en relación con el tema del dolor, aquel que puede sentir y también el que puede ser infligido al niño en el ejercicio de la cirugía pediátrica. Patrick Froehlich explica que su propia toma de conciencia fue larga y recuerda que hasta 1987 no fue reconocida médicamente la capacidad a sentir el dolor en el lactante. La novela debuta por una pregunta que le ha planteado su hija : « ¿Nunca has hecho daño a un niño ? Dime que tú no has hecho jamás daño a un niño que curas ». Patrick Froehlich ha respondido con un no « poco articulado, casi inaudible », y explica que « en esta carencia de afirmación » se hallaba contenida « una vergüenza » a la cual debía enfrentarse.
En la novela "Ce côté et l'autre de l'océan", el autor, según Le Monde, plantea la cuestión de la reconducción : él mismo ha sufrido múltiples mudanzas de sus padres cuando era niño y se pregunta se no ha reproducido el mismo esquema respecto a sus propias hijas al aceptar diferentes cargos en Bélgica y en Canadá. Le Monde escribe además : « Sigue aquí excavando en una memoria oculta, redescubriendo la ciudad de Poughkeepsie, en el valle del Hudson, donde su padre trabajaba para IBM,  mientras vivía el mito americano y la gran utopía informática de los años 1970. Frente al espejo familiar revuelto por los fantasmas personales paternos o propios, la escritura es menos de un desvelar que de un desnudarse para intentar avanzar ».
En "La minute bleue" explora la memoria traumática del cirujano y paralelamente los silencios familiares en torno a las guerras.
Después de la publicación de estas tres novelas, precisa sobre su página web su proceso de escritura: « Los conflictos que han atravesado las generaciones que me han precedido (guerra de Prusia de 1870, Primera guerra y Segunda Guerra Mundial, guerra de Argelia), me han llevado a escribir sobre mi guerra contra el cuerpo enfermo. Primero a través del dolor en "Avant tout ne pas nuire", después por medio de la guerra de Argelia de mi padre en "Ce côté et l'autre de l'océan". Este último libro me ha conducido al enfoque más frontal de la memoria traumática del cirujano, y éste de manera imprevista a la escritura en curso: Cada texto es independiente y autónomo, aunque se abre sobre el siguiente. Una revelación del siguiente tema que descubro al finalizar el proceso de escritura de cada texto, o después de su escritura.
La escritura se inicia por una tensión interior. El miedo de abordar el asunto, y la vergüenza a menudo asociada a él son excelentes motores. El texto se desarrolla a partir de mi realidad, que es mucho más rica y compleja que mi imaginario. »

### Obras

#### Novelas
- To love, love, love (roman), Montréal, Groupe Nota Bene, Éditions Varia, collection L'aire de jeu, 2023.
- La minute bleue, Corps étrangers III, Montréal, Éditions Les Allusifs, 2020.
- Ce côté et l'autre de l'océan, Corps étrangers II, Montréal, Éditions Les Allusifs, 2018.
- Avant tout ne pas nuire, Corps étrangers I, Montréal, Éditions Les Allusifs, 2017.
- L'Enfant secoué, Publie.net 2018 [2011].
- La Voix de Paola, , Publie.net 2018 [2009].
- Distance, silence, Publie.net, 2008.
- Le Toison, Éditions Seuil, collection Fiction & Cie, 2006.

#### Cuentos
- Rien de beau sur la guerre. Mai Nguyen et Patrick Froehlich, Éditions du Passage 2022.
- Annie Ernaux, collection Duetto, éditions Nouvelles Lectures, 2020.

#### Obras médicas
- Les Infections ORL de l'enfant, Éditions Larousse Guides santé, 2005.

### Artículos (selección)
- Carine Fuchsmann, MD; Marie-Claude Quintal, MD; Chantal Giguere, MD; Sonia Ayari-Khalfallah, MD; Laurent Guibaud, MD, PhD; Julie Powell, MD; Catherine McCone, MD; Patrick Froehlich, MD, PhD, "Propranolol as First-line Treatment of Head and Neck Hemangiomas". Arch Otolaryngol Head Neck Surg. 2011;137(5):471-478.[12]
- Ana Nusa Naiman MD, Philippe Ceruse MD, Bruno Coulombeau MD, Patrick Froehlich MD, "Intralesional Cidofovir and Surgical Excision for Laryngeal Papillomatosis", The Laryngoscope, 2003 Dec;113(12): 2174-81.[13]
- Gilles Roger, MD, Patrice Tran Ba Huy, MD, Patrick Froehlich, MD, PhD, et al., "Exclusively Endoscopic Removal of Juvenile Nasopharyngeal Angiofibroma Trends and Limits", Arch Otolaryngol Head Neck Surg. 2002;128(8):928-935.[14]

### Tesis y diplomas
- - Tesis doctoral, "Contrôle central des propriétés micromécaniques actives de la cochlée chez l'homme", 1993, Universidad Claude-Bernard, Lyon-I, Francia.
  - Tesis médica, "Chirurgie des obstructions aeriennes d'origine laryngee de l'enfant", 1992 Universidad Claude-Bernard, Lyon-I, Francia.